# Junge Dichter und Denker
Junge Dichter und Denker (kurz JDD) ist ein deutsches Musikprojekt aus Buchholz in der Nordheide, das berühmte Gedichte und Balladen rappt und mit Beats unterlegt. Die Band besteht nur aus Jugendlichen.

## Geschichte
Die Idee, Gedichte zu rappen, kam Nicola Casper, der Jüngsten in der Band, 2006 als 10-Jährige, als sie ein Gedicht für die Schule auswendig lernen sollte. Da sie es langweilig fand, rappte sie es und mit Hilfe ihrer Familie mischte Achim Oppermann Hip-Hop-Beats unter den Text. Mit Thomas D von den Fantastischen Vier nahmen die Frontrapper Nicola Casper, Konstantin Hillmer, Laura Zimmerlich, Tim Ahrens und Philipp Greiveldinger mit zwanzig weiteren Kindern, Jugendlichen und Heranwachsenden weitere Gedichte auf.

## Diskografie
- 2006: Die 1ste (mit Thomas D)
- 2006: Das kleine Ein-mal-Eins singend lernen (mit Thomas D)
- 2007: Max und Moritz
- 2007: Weihnachten mit Junge Dichter und Denker
- 2007: Musik, die schlau macht. Klassische Gedichte als Rap
- 2007: Junge Dichter & Denker
- 2008: Erstes Lernen 1
- 2008: Das Große Ein-mal-Eins
- 2009: Englisch lernen 1
- 2009: Erstes Lernen 2
- 2009: Die 2te
- 2009: Die besten klassischen Gedichte
- 2012: Die neusten JDD Hits!

### Videoalben
- 2007: Erlkönig

### Soundtracks
- 2007: Keinohrhasen (mit Der Zauberlehrling)

### Bücher
- 2007: Rap trifft Goethe & Co (inkl. CD)
- 2008: Rap trifft Schiller & Co